# Antidepresiv
Antidepresívi, tudi timoleptiki, so skupina zdravil, ki izboljšujejo razpoloženje depresivnih bolnikov; posamezne učinkovine se uporabljajo tudi za lajšanje tesnobnosti, paničnih motenj, obsesivno-kompulzivnih motenj, fobij, motenj hranjenja (npr. anoreksija in bulimija), motenj spanja in drugih motenj. Obstajajo različne skupine antidepresivov z različnimi mehanizmi delovanja, praviloma pa pretežno delujejo tako, da povečajo koncentracijo določenih živčnih prenašalcev (serotonina, noradrenalina ali dopamina) v ustreznih sinapsah. Danes se med antidepresivi najpogosteje predpisujejo selektivni zaviralci privzema serotonina.

## Mehanizem delovanja
Obstaja več skupin antidepresivov, ki se razlikujejo v mehanizmu delovanja, vendar je vsem skupno, da povečajo koncentracijo določenih živčnih prenašalcev (serotonina, noradrenalina ali dopamina) v ustreznih sinapsah. Že kmalu po naključnem odkritju prvih antidepresivov so ugotovili, da ta zdravila zvišujejo zunajcelično koncentracijo dveh pomembnih živčnih prenašalcev, monoaminov serotonina in noradrenalina. Iz tega so razvili t. i monoaminsko teorijo, ki pravi, da je depresivna motnja posledica sprememb v delovanju serotonina in noradrenalina na receptorskih mestih v možganih. Serotoninski, noradrenalinski in dopaminski nevroni s celičnimi telesi v možganskem deblu naj bi izločali premalo živčnih prenašalcev v sinaptične špranje, predvsem v čelnem režnju. Ta teorija pa ne pojasni vseh vidikov depresivnih motenj, na primer, zakaj začnejo zdravila delovati šele čez nekaj tednov, čeravno se koncentracija monoaminov poveča veliko hitreje po začetku uporabe antidepresivov.
Novejša je t. i. teorija nevrotransmiterskih receptorjev. Po tej teoriji je za razvoj depresivnih motenj odgovorno povečano število nevrotransmiterskih receptorjev. Antidepresivi povečajo koncentracijo monoaminov v sinaptipni špranji in posledično, vendar nekoliko zakasnelo, pride do zmanjšanja števila receptorjev (t. i. navzdolnje uravnavanje).

## Skupine antidepresivov
Na tržišču so številne učinkovine z antidepresivnim delovanjem, ki se po svojem mehanizmu delovanja razvrščajo v več skupin:
- triciklični antidepresivi
- selektivni zaviralci ponovnega privzema serotonina (SSRI)
- zaviralci ponovnega privzema noradrenalina in dopamina (NDRI)
- zaviralci ponovnega privzema noradrenalina (NARI)
- zaviralci ponovnega privzema serotonina in noradrenalina (SNRI)
- noradrenergični in selektivni serotoninski antidepresivi (NaSSA)
- reverzibilni zaviralci monoaminooksidaze
- selektivni pospeševalci privzema serotonina (SSRE)
- melatonergični antidepresivi

### Triciklični antidepresivi
Triciklični antidepresivi so v zgodovini pomenili eno od prekretnic zdravljenja depresivnih motenj; imipraminu so dokazali antidepresivni učinek že leta 1957. Glede na kemijsko zgradbo jih delimo v dve skupini, terciarne amine (npr. amitriptilin, imipramin, doksepin, klomipramin) in sekundarne amine (npr. desimipramin, nortriptilin, protriptilin). Prvi zavirajo predvsem privzem serotonina v presinaptične nevrone, drugi pa  predvsem privzem noradrenalina v presinaptične nevrone. Razdelimo jih lahko tudi na starejše in novejše triciklične antidepresive:
- starejši triciklični antidepresivi
  - amitriptilin
  - amoksapin
  - klomipramin
  - dezipramin
  - dotiepin
  - doksepin
  - imipramin
  - nortriptilin
  - protriptilin
  - trimipramin
- novejši triciklični antidepresivi
  - lofepramin
  - maprotilin
  - mianserin
  - trazodon
  - viloksazin

### Selektivni zaviralci ponovnega privzema serotonina
Selektivni zaviralci privzema serotonina so najpogosteje predpisovani antidepresivi in trenutno zlati standard terapije depresivnih motenj. Sodobne smernice zdravljenja depresije predvidevajo namreč začetno zdravljenja ravno s SSRI. Glavne lastnosti SSRI so učinkovitost pri zdravljenju različnih oblik depresivnih motenj, enostavno odmerjanje, varnost in blagi ter predvsem manj pogosti stranski učinki kot pri tricikličnih antidepresivih in zaviralcih monoaminooksidaze. Mednje sodijo med drugim naslednje učinkovine:
- - fluoksetin
  - fluvoksamin
  - paroksetin
  - sertralin
  - citalopram
  - nefazodon

### Zaviralci ponovnega privzema noradrenalina in dopamina
Gre za antidepresive (in psihustimulanse), ki zavirajo transport sproščenega noradrenalina in dopamina nazaj v živčne končiče. Mednje spada bupropion.

### Zaviralci ponovnega privzema noradrenalina
Selektivni zaviralci privzema noradrenalina (NRI) delujejo zaviralno na prenašalec za noradrenalin (NAT). Mednje spadata na primer reboksetin in viloksazin. Podobno delovanje ima tudi izvleček zeli šentjanževke, saj vsebuje dva osrednje delujoča zaviralca privzema noradrenalina, hiperforin in adhiperforin. NRI imajo poleg antidepresivnega delovanja izražene amfetaminom podobne učinke:
izboljšanje koncentracije in motivacije ter odpravljanje občutka nemoči in brezupa.

### Zaviralci ponovnega privzema serotonina in noradrenalina
Neselektivni zaviralci privzema serotonina in noradrenalina (SNRI) delujejo podobno kot SSRI, a zavirajo privzem tako serotonina kot noradrenalina. Mednje sodijo na primer venlafaksin, duloksetin, desvenlafaksin in milnacipran. Delujejo selektivneje kot triciklični antidepresivi, saj le neznatno zavirajo privzem dopamina.

### Noradrenergični in selektivni serotoninski antidepresivi
Noradrenergični in selektivni serotoninski antidepresivi delujejo tako, da blokirajo α2-receptorje. Na ta način povečajo sproščanje noradrenalina in serotonina ter s tem aktivnost omenjenih živčnih prenašalcev. Predstavnika te skupine sta mianserin, prvi antidepresiv iz te skupine, in novejši mirtazapin. Njihovo delovanje obsega poleg antidepresivnega tudi anksiolitično, uspavalno, antiemetično in antihistaminsko delovanje.

### Zaviralci monoaminooksidaze
Gre za učinkovine, ki zavrejo delovanje monominooksidaz ter s tem zavrejo razgradnjo serotonina in noradrenalina v presinaptičnih nevronih in posledično povečajo njuno koncentracijo v sinapsah. Gre za najstarejše antidepresive, uporabljene v klinični praksi. Že v 50-ih letih dvajsetega stoletja so ugotovili, da izoniazid in iproniazid, ki sta bila sicer prvotno razvita kot tuberkulostatika, izkazujeta tudi nenavadno izboljšanje razpoloženja.
Poznamo dve skupini zaviralcev monoaminooksidaze:
- ireverzibilni zaviralci monoaminooksidaze:
  - hidrazinski zaviralci monoaminooksidaze: izokarboksazid, fenelzin
  - nehidrazinski zaviralci monoaminooksidaze: tranilcipramin.
- reverzibilni zaviralci aminooksidaze: moklobemid, brofaromin

Ireverzibilni zaviralci monoaminooksidaze so neselektivni in se danes zelo redko uporabljajo; še vedno so v rabi pri zdravljenju na primer rezistentne oblike depresivnih motenj, atipične depresivne motnje in v primerih, ko drugi antidepresivi ne učinkujejo. Reverzibilni pa le delno in kratkotrajno inhibirajo encim monoaminooksidaza A. Uporabljajo se pri zdravljenju vseh oblik depresivnih motenj, generalizirani anksiozni motnji, socialni anksiozni motnji in posttravmatski stresni motnji.  Moklobemid je med vsemi zaviralci monoaminooksidaz najvarnejši, vendar se ne sme jemati sočasno z ostalimi antidepresivi zaradi možnih interakcij. Ravno tako je pri prehodu na drug antidepresiv potreben določen čas za izplavljanje moklobemida.

### Selektivni pospeševalci privzema serotonina
Pospeševalci privzema serotonina imajo ravno obraten mehanizem delovanja od SSRI in zmanjšujejo učinek serotonina v limbičnem sistemu. Glavni predstavnik tianeptin, ki deluje tudi na dopaminergične receptorje D2 in D3 ter glutamatne receptorje NMDA in AMPA. Tianeptin ima poleg antidepresivnega še kratkotrajni stimulirajoči učinek na osrednje živčevje in anksiolitični učinek.

### Melatonergični antidepresivi
Med agoniste melatonina sodi agomelatin, ki ima dvojni mehanizem delovanja – poleg tega, da aktivira melatoninergične receptorje, poveča tudi izločanje noradrenalina in dopamina.  Za razliko od večine antidepresivov agomelatin ne povzroča povečanja telesne mase, spolna disfunkcijawspolne disfunkcije, sedacije in odtegnitvenega sindroma.

## Neželeni učinki
Antidepresivi imajo lahko zgodnje neželene učinke, ki se pojavijo v začetku zdravljenja in kmalu izzvenijo, običajno v tednu ali dveh.Nadalje pa lahko povzročajo tudi dolgoročne neželene učinke, ki se lahko pojavijo kadarkoli v poteku zdravljenja. Trajajo različno dolgo in so lahko vzrok za prekinitev zdravljenja, saj zmanjšajo kakovost življenja bolnika.
Ob uvajanju antidepresiva se pogosteje pojavljajo neželeni učinki, kot so motnje v delovanju avtonomnega živčevja, prebavne težave, motnje spanja, utrujenost, tremor, potenje, spolne motnje (zlasti  nekateri zaviralci ponovnega privzema serotonina), vrtoglavica. Ob nadaljevanju zdravljenja z antidepresivi utegnejo nekateri neželeni učinki, na primer spolne motnje, motnje spanja, čustvena otopelost, vztrajati. Pojavijo se lahko tudi sprememba telesne teže in motnje spoznavnih sposobnosti. Pri uporabi nekaterih antidepresivov, zlasti ob kombinaciji dveh, se lahko pojavi življenjsko ogrožajoči serotoninski sindrom. Prav tako se lahko pojavljajo neželeni učinki ob opuščanju zdravila. Znaki odtegnitve zdravila se lahko pojavijo, kadar je terapija trajala dlje časa in se nenadoma prekine. Pojavijo se lahko pri vseh zdravilih, pogosteje pri tistih s kratko razpolovno dobo (paroksetin, venlafaksin). Bolniki imajo gripi podobne znake, slabost in omotico.

## Uporaba med nosečnostjo
Med nosečnostjo so se izkazala kot sorazmerno varna zdravila antidepresivi iz skupine tricikličnih antidepresivov in selektivnih zaviralcev serotonina. Triciklični antidepresivi imajo po podatkih iz smernic najnižje
tveganje za uporabo v nosečnosti, vendar je v primeru prevelikega odmerjanja več težav kakor pri uporabi SSRI. Raziskave teratogenosti selektivnih zaviralcev ponovnega privzema serotonina (fluoksetin, sertralin in citalopram) niso pokazale večjega števila poškodb pri razvoju plodu v primerjavi s kontrolirano skupino brez zdravila, odsvetuje pa se uporaba paroksetina zaradi dokazanih srčnih napak na plodu. Zaviralci monoaminooksidaze spadajo po podatkih iz literature in po podatkih metaanaliz med zdravila, ki niso primerna za zdravljenje v nosečnosti zaradi določene stopnje teratogenosti.